# CASA C-212 Aviocar
CASA C-212 Aviocar — военно-транспортный самолёт, разработанный испанской фирмой EADS CASA в конце 1960-х.
Производится по лицензии в Индонезии фирмой Indonesian Aerospace.

## Аэродинамическая схема
Двухмоторный турбовинтовой высокоплан с однокилевым хвостовым оперением и неубираемым трёхопорным шасси.
Самолёт оборудован кормовой рампой, которая может открываться в полёте для обеспечения парашютного десантирования.

## Модификации

### Серия 100 (Series 100)
C-212A — первоначальный военный вариант. Также обозначался C-212-5, C-212-5 series 100M, а в ВВС Испании — T-12B и D-3A. Построено 129 единиц.
C-212B — C-212A, переоборудованные для ведения фоторазведки. Переоборудовано 6 единиц.
C-212C — первоначальный гражданский вариант.
C-212D — C-212A, переоборудованный в учебные самолёты для подготовки штурманов. Переоборудовано 2 единицы.
NC-212-100 — производство в Индонезии. Построено 28 единиц.

### Серия 200 (Series 200)
Производство с 1979 г. Оборудованы двигателями Honeywell TPE331-10R-511C или −512C мощностью 900 л. с.
С-212 series 200M — военный вариант. Также обозначался T-12D в ВВС Испании и Tp-89 в ВВС Швеции. Часть самолётов была переоборудована в противолодочные и морские патрульные варианты.
NC-212-200 — производство в Индонезии.

### Серия 300 (Series 300)
Производство с 1987 г. Оборудован двигателями Honeywell TPE331-10R-513C мощностью 900 л. с. На крылья добавлены винглеты, увеличена площадь вертикального стабилизатора.
C-212M series 300 (300M) — военный вариант.
C-212 series 300 airliner — 26-местный пассажирский самолёт.
C-212 series 300 utility — 23-местный многоцелевой самолёт.
C-212 series 300P — гражданский вариант с двигателями Pratt & Whitney Canada PT6A-65 мощностью 1220 л. с.

### Серия 400 (Series 400)
Производство с 1997 г. Оборудован двигателями Honeywell TPE331-12JR-701C мощностью 925 л. с.
Обозначается также C-41 в ВВС США. Не выпускается с 2014 года.

### NC-212i
Производство с 2014 г. Улучшенная версия четырёхсотой серии. Оборудован более мощными двигателями Honeywell TPE331 -12JR-701C с максимальной мощностью 970 л.с.

## Пользователи
- Австралия
- Ангола
- Аргентина
- Боливия
- Босния и Герцеговина
- Ботсвана
- Венесуэла
- Вьетнам[5]
- Гана
- Гвинея
- Джибути
- Доминиканская Республика

CASA Aviocar, Доминиканская Республика

- Зимбабве - по состоянию на 2015 год - 11 самолётов в ВВС Зимбабве
- Индонезия
- Иордания - по состоянию на 2015 год - 1 самолёт в ВВС Иордании
- Испания - по состоянию на 2015 год - 19 самолётов в ВВС Испании
- Кирибати
- Колумбия
- Лесото - по состоянию на 2015  год- 2 самолёта в Силах обороны Лесото
- Мальта
- Мексика - по состоянию на 2015 год - 8 самолётов в Авиация ВМС Мексики
- Мьянма
- Никарагуа
- ОАЭ
- Панама - по состоянию на 2011 год - 5 самолётов CASA C-212M[6]
- Парагвай
- Португалия
- Пуэрто-Рико
- Сенегал
- Судан
- Суринам
- США
- Таиланд
- Уругвай - по состоянию на 2015 год - 4 самолёта
- Франция
- Чад
- Чили - по состоянию на 2013 год - 3 самолёта в эксплуатации ВВС Чили и 2 в Армии Чили
- Швеция
- Эквадор
- Экваториальная Гвинея
- ЮАР

## Вместимость
- Длина грузовой кабины — 6.55 м
- Ширина грузовой кабины — 2.10 м
- Грузоподъёмность — 3000 кг
- Десантовместимость:
  - военнослужащих — 25 чел.
  - раненых на носилках — 12 чел. и сидячих — 4 чел.

## Потери самолётов
В ходе эксплуатации в лётных происшествиях по состоянию на 8 июля 2020 года потеряно 84 самолёта. В катастрофах погибло 598 человек.